# Flipper (Fahrgeschäft)
Flipper ist die Bezeichnung eines Typ Fahrgeschäfts, das seit 1987 von der HUSS Maschinenfabrik GmbH & Co.KG. (jetzt Huss Rides) aus Bremen, sowohl in einer stationären als auch in einer transportablen Ausführung realisiert worden ist. Fahrgeschäfte dieses Typs reisen teilweise auch unter anderem Namen, zum Beispiel Playball oder Tornado. Es sind insgesamt 25 Anlagen gebaut worden.

## Aufbau
Auf einer 14 Meter großen Karussellscheibe sind am äußeren Rand 12 halbkugelförmige Gondeln im Kreis auf einer schräggestellten Achse montiert. Jede Gondel enthält jeweils zwei Sitzmulden, in denen ursprünglich entweder zwei Erwachsene oder drei Kinder Platz nehmen können. Die Karussellscheibe ist variabel in der Drehzahl und lässt sich bis auf 50 Grad schrägstellen. Aus Sicherheitsgründen mussten seit 2005 die Gondeln aller Flipper-Anlagen nachträglich mit sogenannten Sitzhöckern ausgestattet werden. Für Kinder unter acht Jahren ist die Mitfahrt verboten, die Mindestgröße liegt bei 1½ Metern.

## Fahrweise
Durch Rotation, Pendeln und stetige Hubvorgänge aus den schräg gestellten Gondelachsen werden stark unterschiedliche Beschleunigungen bzw. Verzögerungen hervorgerufen, wodurch eine überaus attraktive und rasante, aber durchaus angenehme Karussellfahrt für die ganze Familie entsteht.

## Unvollständige Liste der gebauten Anlagen (stationär und reisend)
| Name                             | Baunummer | Baujahr | Status          | Betreiber                                                       | Land               | Vorbesitzer | Bemerkungen                                                                              |
| -------------------------------- | --------- | ------- | --------------- | --------------------------------------------------------------- | ------------------ | --- | ---------------------------------------------------------------------------------------- |
| Flipper                          |           |         | in Betrieb      | Tongdo Fantasia (Yangsan)                                       | Südkorea           | |                                                                                          |
| Supernova, Flipper               |           |         | unbekannt       | Deggeller Attractions (Stuart, FL, USA)                         | Vereinigte Staaten | Adventurer's Park (USA), bis 2007: Expoland (Osaka, JPN) | Parkanlage                                                                               |
| Flipper                          |           |         | entfernt        | Escape Theme Park                                               | Singapur           | | bis 2011                                                                                 |
| Volpaiute                        |           | 1995    | in Betrieb      | PortAventura World                                              | Spanien            | | Parkanlage                                                                               |
| Playball                         | 51 955    | 1987    | in Betrieb      | Meyer & Sohn GbR (Stahnsdorf-Güterfelde)                        | Deutschland        | 1987–2017: Clauß (München) | Nr. 1                                                                                    |
| Flipper                          | 51 956    | 1987    | in Betrieb      | Uwe Meeß (Neuwied), seit 1997                                   | Deutschland        | Ludwig Meeß (Augsburg), 1996: Rausch (Berlin), bis 1996: Wingender, 1995: Kinzler-Nickel, 1994: Kinzler-Maier, 1987–1993: Kinzler (Stuttgart)                                                                           | Nr. 2                                                                                    |
| Tornado Power (ab 2009), Tornado | 51 957    | 1987    | in Betrieb      | Fleur (Frankreich)                                              | Frankreich         | 2013–2017: Alexandre Marc (F), 2003–2013: Alexander Zinnecker (Neumarkt St. Veit), 1999–2002: Thiel (Saarbrücken), 1987–1998: Ludewigt & Fehrensen (Oldenburg/Bremen)                                                   | Nr. 3                                                                                    |
| Flipper                          | 51 959    |         | in Betrieb      | Fleur (Frankreich)                                              | Frankreich         | bis 2023: Rüdiger (Graz, A) |                                                                                          |
| Flipper, um 2006: Mozart Flip    | 53 350    | 1989    | in Betrieb      | Adam Leider (Fürth)                                             | Deutschland        | 2017–2020: Hoefnagels/Hinzen (NL), 2015–2016: Ruoff (Hechingen), 2010–2014: Hugo Levy (Rastatt), bis 2009: Sittler (A), Bazin (F)                                                                                       | unter Bazin angeblich Tausch einiger Teile mit Baunummer 53 479                          |
| Flipper                          | 53 351    | 1989    | unbekannt       | unbekannt                                                       | unbekannt          | Ende 2005: Philippinen, 1994–2005: Köhrmann (Nienburg), 1993–1994: Müller (Berlin), 1992–1993: Ahrend (Hannover), 1989–1992: Offermanns (Aachen)                                                                        | letzte Sichtung im Jahr 2008                                                             |
| Tornado                          | 53 352    | 1989    |                 | Reithoffer Shows Inc. (Gibsonton, FL, USA)                      | Vereinigte Staaten | |                                                                                          |
| Lady Moon                        | 53 476    | 1990    | in Betrieb      | Baghdad Island Amusement Park                                   | Irak               | 1990–2017: Heide Park Resort | Parkanlage, hat Beleuchtung erhalten                                                     |
| Flipper                          | 53 478    |         | entfernt        | Luneur Park (bis 2008)                                          | Italien            | Fam. Steinhaus (IT), Fam. Bagana (IT) |                                                                                          |
| Flipper                          | 53 479    | 1991    | in Betrieb      | Beau (F)                                                        | Frankreich         | bis 2007: Bazin (F), 1991: Goetzke (München) | unter Bazin angeblich Tausch einiger Teile mit Baunummer 53 350                          |
| Steamer (seit 2020), Flipper     | 53 483    | 1991    | in Betrieb      | Langhoff (Plettenberg), seit 2018                               | Deutschland        | 2013–2017: Helmut Zehle (München), 2003–2012: Klaus Rudolf Schneider (Dortmund), 2002: Schweiz (Expo), 1999–2001: Raschemann/Lüddecke (Velten), 1995–1997: Hohl (Stuttgart), 1992–1995: Barth (Bonn), 1991: Kipp (Bonn) |                                                                                          |
| Playball                         |           | 1991    | in Betrieb      | Thurner (Vösendorf, A)                                          | Österreich         | |                                                                                          |
| Flipper                          | 53 485    | 1993    | in Betrieb      | Ingolf Splitt (Dresden)                                         | Deutschland        | 1993–1997: Hentrich (Breitenworbis) |                                                                                          |
| Flipper                          | 53 488    | 1999    | in Betrieb      | SJ Entertainment, Vandervorste, Brian (New Braunfels, TX (USA)) | Vereinigte Staaten | Axel Nöjesfält „Axels Tivoli“ 1999–2011 (Europa) | letztes Flipper-Trailermodell, das gebaut wurde, mit einzigartiger Wandkunst als Hommage |
| Cyclone Beach, Flipper           |           | 1994    | in Aufarbeitung | Ron Lemoine (Bedburg)                                           | Deutschland        | 2013–2017: H.J. Blume jun. (Berlin/Worms), 2005–2012: Tir Prince Amusement Park Towy (GB), 1998–2004: Camelot Park (GB), 1994–1997: Great Yarmouth Pleasure Beach Park (GB)                                             | seit 2018 mit neuer Thematisierung angekündigt                                           |